# SCL22
GALAXY Note 3 SCL22（ギャラクシー ノート スリー エスシーエル ニーニー）は、韓国のサムスン電子（輸入元：サムスン・テレコミュニケーションズ・ジャパン）によって日本国内向けに開発された、auブランドを展開するKDDIおよび沖縄セルラー電話のau 3G、および第3.9世代移動通信システム（au 4G LTE）対応スマートフォン（ファブレット）である。製品番号はSM-N900J。

## 概要
グローバルモデルであるGALAXY Note 3の日本国内ローカライズモデルで、au向けとしては初となるNoteシリーズの端末（ファブレット）である。ちなみに、本機種よりNoteシリーズのナンバリングがローマ数字からアラビア数字へと変更されている。
Noteシリーズの象徴であるSペンの機能が強化されており、Sペンのボタンを押しながら浮かせた状態で操作するランチャー「Air Command」機能が追加されている。
また、日本国内向け機能としてワンセグ・おサイフケータイ・赤外線通信に対応している。ただし、赤外線通信はリモコン操作のみの利用となる。
なお、防水・防塵性能は備えておらず、フルセグ放送の受信には対応していない。
当機種は一連のauスマートフォン・ファブレットとしては初めて、工場出荷時よりAndroid 4.3を搭載している。

## 搭載アプリ
ギャラクシーシリーズに搭載されていた、サムスン関連のアプリ、さらにau関連、google関連のアプリも搭載されている。
Facebookや、YouTubeなども搭載されている端末もある。

## その他機能
※PC向けWebブラウザが標準装備されている。携帯向けサイト(EZWeb)は他のスマートフォンやPCと同じく閲覧不可。
| 主な機能・対応サービス                                                  | 主な機能・対応サービス                           | 主な機能・対応サービス              | 主な機能・対応サービス         |
| ----------------------------------------------------------------------- | ------------------------------------------------ | ----------------------------------- | ------------------------------ |
| auウィジェット Webブラウザ                                              | LISMO! for Android メディアプレイヤー LISMO WAVE | おサイフケータイ NFC                | ワンセグ フルセグ DLNA/DTCP-IP |
| au one メール PCメール Gmail EZwebメール                                | デコレーションメール デコレーションアニメ        | Skype au                            | PCドキュメント                 |
| au Smart Sports Run & Walk Karada Manager ゴルフ(web版) Fitness、歩数計 | GPS(AGPS/GLONASS) 方位計                         | au oneナビウォーク au one助手席ナビ | au one ニュースEX au one GREE  |
| かんたんメニュー じぶん銀行                                             | 緊急速報メール                                   | Bluetooth                           | 無線LAN機能 (Wi-Fi)            |
| 赤外線通信                                                              | WIN HIGH SPEED au 4G LTE                         | グローバルパスポート                | auフェムトセル                 |
| microSD microSDHC                                                       | モーションセンサー(6軸)                          | 防水 防塵                           | 簡易留守録 着信拒否設定        |

- 安心セキュリティパックはフル対応

## 沿革
- 2013年9月4日（現地時間） - ドイツ・ベルリンの家電展示会「IFA 2013」にてサムスン電子よりグローバルモデル発表。この時点で日本国内での販売も予告されていた[8]。
- 2013年10月2日 - KDDI、およびサムスン・テレコミュニケーションズ・ジャパンより公式発表。
- 2013年10月17日 - 全国にて一斉発売[9]。
- 2014年7月9日 - Android 4.4へのアップデート開始[10]。

## アップデート
2013年12月11日のアップデート
- 緊急時長持ちモード注意喚起アイコンがニュース速報等に連動して頻繁に表示される場合がある不具合の修正。

2014年3月4日のアップデート
- ハイレゾ音源再生時に停止や音飛びが発生する場合がある不具合の修正。
- 伝言メモ再生時、音声がスピーカーから出力される場合がある不具合の修正。

2014年、Android 4.4へのアップデートが発表され、2014年7月9日より配信が開始された。
2015年9月10日のアップデート
- Android 5.0(Lolipop)に対応
- 統一感のある画面デザイン、背景カラーに変更。
- ロックスクリーン画面の通知がポップアップ表示になり視認性が向上。